# Пригородная волость (Пустошкинский район)

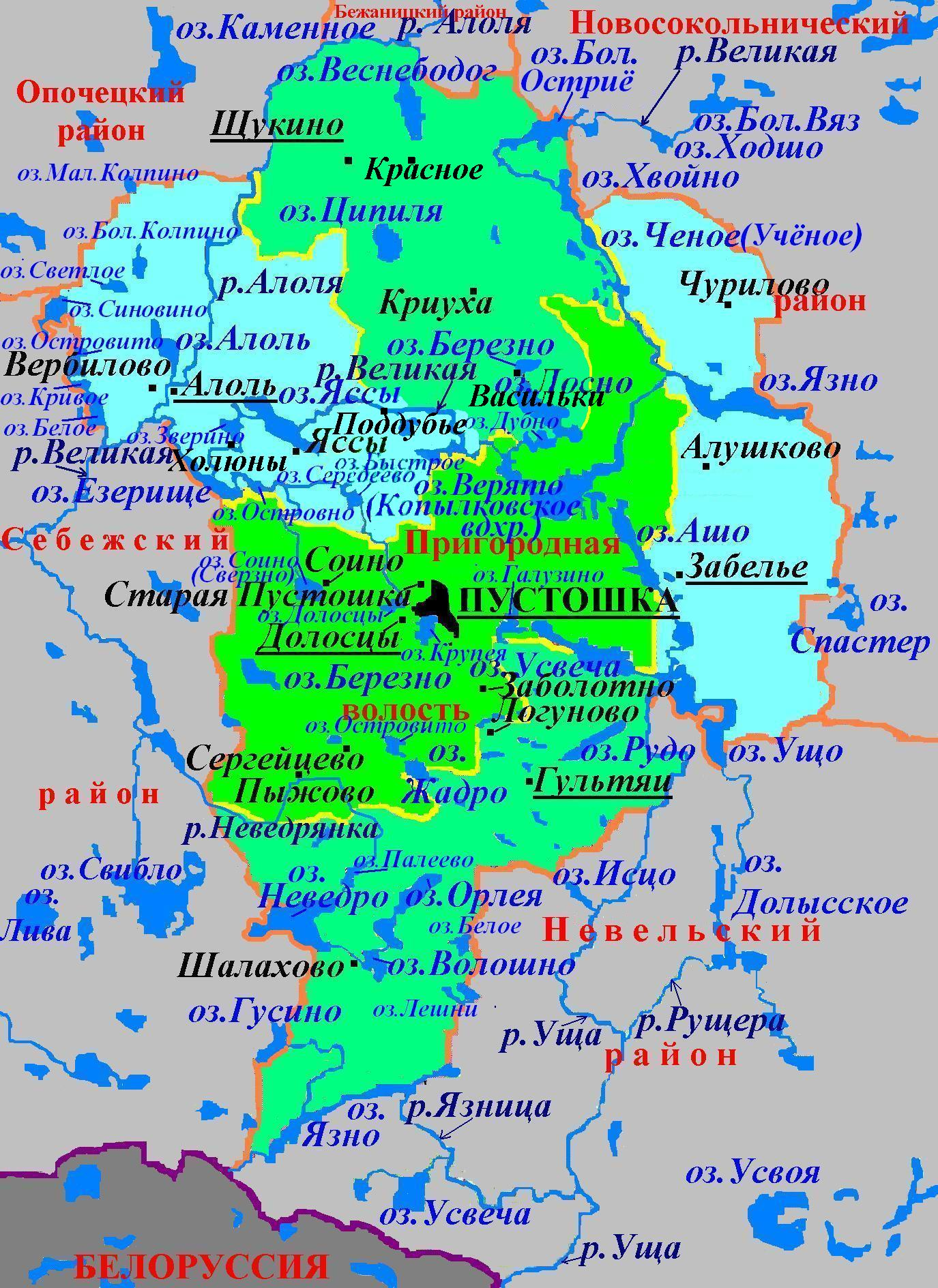
Волости Пустошкинского района

Пригородная волость — административно-территориальная единица 3-го уровня и муниципальное образование со статусом сельского поселения в Пустошкинском районе Псковской области России.
Административный центр — деревня Долосцы.

## География
Территория волости граничит с городским поселением Пустошка, на севере — с Алольской и Щукинской, на востоке — с Забельской, на юге — с Гультяевской волостями Пустошкинского района, на западе — с Себежским районом.
На территории волости расположены озёра: Верято или Копылковское водохранилище (8,8 км² (с островами — 9,1 км²), глубиной до 29,1 м), Ашо (5,3 км², глубиной до 6 м), Усвеча (5,9 км² (с островами — 6,0 км²), глубиной до 25 м), Березно (2,5 км², глубиной до 8 м), Соино или Сверзно (2,2 км², глубиной до 6 м), Крупея (1,6 км², глубиной до 11 м), Галузино (1,4 км², глубиной до 6 м), Заволочье (1,3 км², глубиной до 10 м), Островито у д. Сергейцево (к северу от озера Жадро; 1,0 км², глубиной до 6 м), Долосцы (0,9 км², глубиной до 7 м) и др.

## Население
| 2010  | 2012  | 2013  | 2014  | 2015  | 2016  | 2017  |
| ----- | ----- | ----- | ----- | ----- | ----- | ----- |
| 1297  | ↗1335 | ↘1325 | ↗1326 | ↘1298 | ↘1290 | ↘1248 |
| 2018  | 2019  | 2020  | 2021  |       |       |       |
| ↘1206 | ↘1149 | ↘1123 | ↘998  |       |       |       |

## Населённые пункты
В состав Пригородной волости входит 43 деревни: 
| №  | Населённый пункт | Тип     | Население |
| -- | ---------------- | ------- | --------- |
| 1  | Авинищи          | деревня | ↘15       |
| 2  | Баконово         | деревня | ↘14       |
| 3  | Бубново          | деревня | ↘1        |
| 4  | Васьково         | деревня | ↘0        |
| 5  | Ваулино          | деревня | ↘13       |
| 6  | Галузино         | деревня | ↗21       |
| 7  | Горивец          | деревня | ↘0        |
| 8  | Горка            | деревня | ↘9        |
| 9  | Дворищи          | деревня | ↘2        |
| 10 | Долосцы          | деревня | ↘147      |
| 11 | Дуплищи          | деревня | ↘18       |
| 12 | Заболотно        | деревня | ↘81       |
| 13 | Клюкино          | деревня | ↘20       |
| 14 | Коклино          | деревня | →16       |
| 15 | Колпино          | деревня | ↘9        |
| 16 | Копылок          | деревня | ↘110      |
| 17 | Коськово         | деревня | ↘14       |
| 18 | Красково         | деревня | ↘23       |
| 19 | Кузнецово        | деревня | ↘13       |
| 20 | Ломоносы         | деревня | ↗2        |
| 21 | Лопатино         | деревня | ↘7        |
| 22 | Лукьяново        | деревня | ↘13       |
| 23 | Мольгино         | деревня | ↘15       |
| 24 | Морозово         | деревня | ↘13       |
| 25 | Мочалово         | деревня | ↘2        |
| 26 | Нестерово        | деревня | ↘5        |
| 27 | Никитино         | деревня | ↘13       |
| 28 | Ночвино          | деревня | ↘0        |
| 29 | Овсянки          | деревня | ↘6        |
| 30 | Погорелка        | деревня | ↘0        |
| 31 | Пыжово           | деревня | ↘97       |
| 32 | Пятовщина        | деревня | ↘21       |
| 33 | Рокачино         | деревня | ↗14       |
| 34 | Сеньково         | деревня | ↘5        |
| 35 | Сергеево         | деревня | ↘5        |
| 36 | Сергейцево       | деревня | ↘295      |
| 37 | Соино            | деревня | ↘106      |
| 38 | Старая Пустошка  | деревня | ↘102      |
| 39 | Торчилово        | деревня | →0        |
| 40 | Филистово        | деревня | ↗4        |
| 41 | Фролово          | деревня | ↘4        |
| 42 | Шуменец          | деревня | ↘15       |
| 43 | Ясная Поляна,    | деревня | ↘27       |

3 октября 2019 года была упразднена деревня Замошенье.

## История
Постановлением Псковского областного Собрания депутатов от 26 января 1995 года все сельсоветы в Псковской области были переименованы в волости, в том числе Пригородный сельсовет был превращён в Пригородную волость.
Законом Псковской области от 28 февраля 2005 года в границах Пригородной и упразднённой Новой (с центром в д. Сергейцево) волостей было также создано муниципальное образование Пригородная волость со статусом сельского поселения с 1 января 2006 года в составе муниципального образования Пустошкинский район со статусом муниципального района.